# Пливање на Летњим олимпијским играма 2024 — 200 м леђно за мушкарце
Трке на 200 метара леђним стилом за мушкарце на Летњим олимпијским играма 2024. одржале су се 31. јула (квалификације и полуфинале) и 1. августа (финале) на базену Дефанс арене у Паризу. Ова трка је тако по 17. пут била део званичног олимпијског програма од њеног званичног дебија на ЛОИ 1900. године. 
За трке у овој дисциплини било је пријављено 30 такмичара из 23 земље.
Титулу олимпијског победника освојио је Мађар Хуберт Кош, сребро је освојио Апостолос Христу из Грчке, док је бронзана медаља припала репрезентативцу Швајцарске Роману Митјукову.

## Освајачи медаља
|                  | Резултат |                        | Резултат |                      | Резултат |
|                  |          |                        |          |                      |          |
| Хуберт Кош (HUN) | 1:54.26  | Апостолос Христу (GRE) | 1:54.82  | Роман Митјуков (SUI) | 1:54.85  |

## Званични рекорди
Пре почетка такмичења, званични рекорди у овој дисциплини су били следећи:
|                      | Име                  | Резултат | Место         | Датум         |
| -------------------- | -------------------- | -------- | ------------- | ------------- |
| Светски рекорд СР    | Арон Пирсол (САД)    | 1:51.92  | Рим (Италија) | 31. јул 2009. |
| Олимпијски рекорд ОР | Јевгениј Рилов (РУС) | 1:53.27  | Токио (Јапан) | 30. јул 2021. |

## Квалификационе норме
Квалификациона норма за учешће у овој дисциплини износила је 1:57.50 и сви такмичари које су испливали трку у том времену на неком од званичних такмичења у периоду између 1. марта 2023. и 23. јуна 2024, стекли су право да учествују на Ирама у Паризу. У случају да довољан број пливача нема испливану квалификациону норму, следећи параметар је било селекционо време од 1:58.06. Свака од земаља је имала право да учествује са по максимално два такмичара по дисциплини, под условом да оба такмичара имају испливану квалификациону норму. Одређен број учесничких квота је попуњен на основу специјалних позивница земљама које немају квалификованих спортиста у пливању.

## Резултати квалификација
Квалификационе трке у дисциплини 200 метара леђно за мушкарце су пливане 31. јула у јутарњем делу програма, са почетком од 11.21 часова по локалном времену (UTC+2). У квалификацијама је учествовало 30 пливача из 23 земље, пливало се у 4 квалификационе групе, а директан пласман у полуфинале остварило је 16 пливача са најбољим резултатима.
| Пласман | Трка | Стаза | Пливач               | НОК                       | Резултат        | Нап. |
| ------- | ---- | ----- | -------------------- | ------------------------- | --------------- | ---- |
| 1.      | 3    | 5     | Роман Митјуков       | Швајцарска                | 1:56.62         | КВ   |
| 2.      | 4    | 2     | Лукас Мертенс        | Немачка                   | 1:56.89         | КВ   |
| 3.      | 2    | 6     | Питер Кеце           | Јужноафричка Република    | 1:56.92         | КВ   |
| 4.      | 4    | 4     | Хуберт Кош           | Мађарска                  | 1:57.01         | КВ   |
| 5.      | 3    | 4     | Рајан Марфи          | Сједињене Америчке Државе | 1:57.03         | КВ   |
| 6.      | 2    | 4     | Уго Гонзалез         | Шпанија                   | 1:57.08         | КВ   |
| 7.      | 2    | 7     | Апостолос Христу     | Грчка                     | 1:57.18         | КВ   |
| 8.      | 3    | 7     | Хидеказу Такехара    | Јапан                     | 1:57.23         | КВ   |
| 9.      | 4    | 3     | Апостолос Сискос     | Грчка                     | 1:57.26         | КВ   |
| 10.     | 3    | 2     | Ли Џухо              | Јужна Кореја              | 1:57.39         | КВ   |
| 11.     | 4    | 5     | Китон Џоунс          | Сједињене Америчке Државе | 1:57.54         | КВ   |
| 12.     | 4    | 7     | Оливер Морган        | Уједињено Краљевство      | 1:57.56         | КВ   |
| 13.     | 3    | 3     | Мевен Томак          | Француска                 | 1:57.62         | КВ   |
| 14.     | 2    | 1     | Томас Чекон          | Италија                   | 1:57.69         | КВ   |
| 15.     | 2    | 2     | Јоан Ндој Бруар      | Француска                 | 1:57.92         | КВ   |
| 16.     | 4    | 6     | Адам Телегди         | Мађарска                  | 1:57.98         | КВ   |
| 17.     | 3    | 1     | Ксавери Масјук       | Пољска                    | 1:58.01         |      |
| 18.     | 1    | 4     | Себом Ли             | Аустралија                | 1:58.30         |      |
| 19.     | 4    | 8     | Блејк Тирни          | Канада                    | 1:58.39         |      |
| 20.     | 3    | 6     | Александар Желтјаков | Украјина                  | 1:58.41         |      |
| 21.     | 1    | 5     | Кејн Фоловс          | Нови Зеланд               | 1:58.63         |      |
| 22.     | 1    | 3     | Давид Герчик         | Израел                    | 1:58.79         |      |
| 23.     | 2    | 8     | Кај ван Вестеринг    | Холандија                 | 1:58.99         |      |
| 24.     | 3    | 8     | Матео Рестиво        | Италија                   | 1:59.05         |      |
| 25.     | 2    | 3     | Бредли Вудвард       | Аустралија                | 2:00.50         |      |
| 26.     | 1    | 6     | Језиел Моралес       | Порторико                 | 2:00.60         |      |
| 27.     | 1    | 2     | Зијад Салим          | Судан                     | 2:01.44         |      |
| 28.     | 1    | 7     | Денислон Кипријанос  | Зимбабве                  | 2:01.91         | НР   |
| 29      | 2    | 5     | Сју Ђају             | Кина                      | Није наступио   |      |
| 29      | 4    | 1     | Лук Гринбенк         | Уједињено Краљевство      | Дисквалификован |      |

## Резултати полуфинала
Полуфиналне трке су пливане 31. јула у вечерњем делу програма, са почетком од 21.47 часова по локалном времену. Директан пласман у финале остварило је 8 такмичара са најбољим резултатима.
| Пласман | Трка | Стаза | Пливач            | НОК                       | Резултат | Нап. |
| ------- | ---- | ----- | ----------------- | ------------------------- | -------- | ---- |
| 1.      | 1    | 5     | Хуберт Кош        | Мађарска                  | 1:55.96  | КВ   |
| 2.      | 2    | 4     | Роман Митјуков    | Швајцарска                | 1:56.05  | КВ   |
| 3.      | 2    | 5     | Питер Кеце        | Јужноафричка Република    | 1:56.09  | КВ   |
| 4.      | 1    | 4     | Лукас Мертенс     | Немачка                   | 1:56.33  | КВ   |
| 4.      | 2    | 6     | Апостолос Христу  | Грчка                     | 1:56.33  | КВ   |
| 6.      | 2    | 7     | Китон Џоунс       | Сједињене Америчке Државе | 1:56.39  | КВ   |
| 7       | 2    | 1     | Мевен Томак       | Француска                 | 1:56.43  | КВ   |
| 8.      | 1    | 3     | Уго Гонзалез      | Шпанија                   | 1:56.52  | КВ   |
| 9.      | 1    | 1     | Томас Чекон       | Италија                   | 1:56.59  |      |
| 10.     | 2    | 3     | Рајан Марфи       | Сједињене Америчке Државе | 1:56.62  |      |
| 11.     | 1    | 2     | Ли Џухо           | Јужна Кореја              | 1:56.76  |      |
| 12.     | 1    | 7     | Оливер Морган     | Уједињено Краљевство      | 1:57.28  |      |
| 13.     | 1    | 8     | Адам Телегди      | Мађарска                  | 1:57.58  |      |
| 14.     | 2    | 2     | Апостолос Сискос  | Грчка                     | 1:57.77  |      |
| 15.     | 1    | 6     | Хидеказу Такехара | Јапан                     | 1:58.03  |      |
| 16.     | 2    | 8     | Јоан Ндој Бруар   | Француска                 | 1:58.65  |      |

## Резултати финала
Финална трка је пливана 1. августа у вечерњем делу програма, са почетком од 20.38 часова по локалном времену.
| Пласман | Стаза | Пливач           | НОК                       | Резултат | Нап. |
| ------- | ----- | ---------------- | ------------------------- | -------- | ---- |
|         | 4     | Хуберт Кош       | Мађарска                  | 1:54.26  |      |
| 2       | 2     | Апостолос Христу | Грчка                     | 1:54.82  | НР   |
| 3       | 5     | Роман Митјуков   | Швајцарска                | 1:54.85  | НР   |
| 4.      | 1     | Мевен Томак      | Француска                 | 1:55.38  | НР   |
| 5.      | 7     | Китон Џоунс      | Сједињене Америчке Државе | 1:55.39  |      |
| 6.      | 8     | Уго Гонзалез     | Шпанија                   | 1:55.47  |      |
| 7.      | 3     | Питер Кеце       | Јужноафричка Република    | 1:55.60  | KР   |
| 8.      | 6     | Лукас Мертенс    | Немачка                   | 1:55.97  |      |